# Coustouges
Coustouges (en catalán Costoja) es una pequeña localidad y comuna francesa situada en el departamento de Pirineos Orientales, región de Languedoc-Rosellón y comarca del Vallespir. Limita con Serralongue y Saint-Laurent-de-Cerdans en el Vallespir, y con Massanet de Cabrenys y Albañá en el Alto Ampurdán. 
Sus habitantes reciben el gentilicio de Coustougiens en francés y Costogencs en catalán.

## Geografía

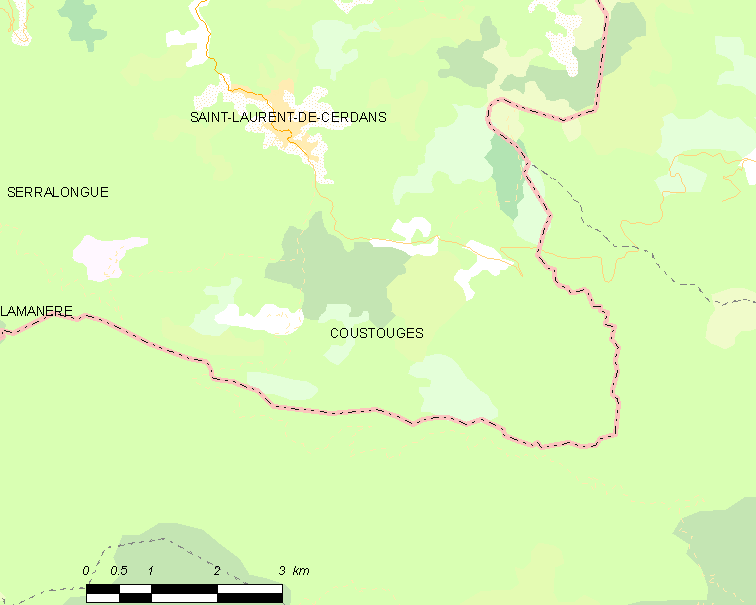
Situación de Coustouges

## Etimología

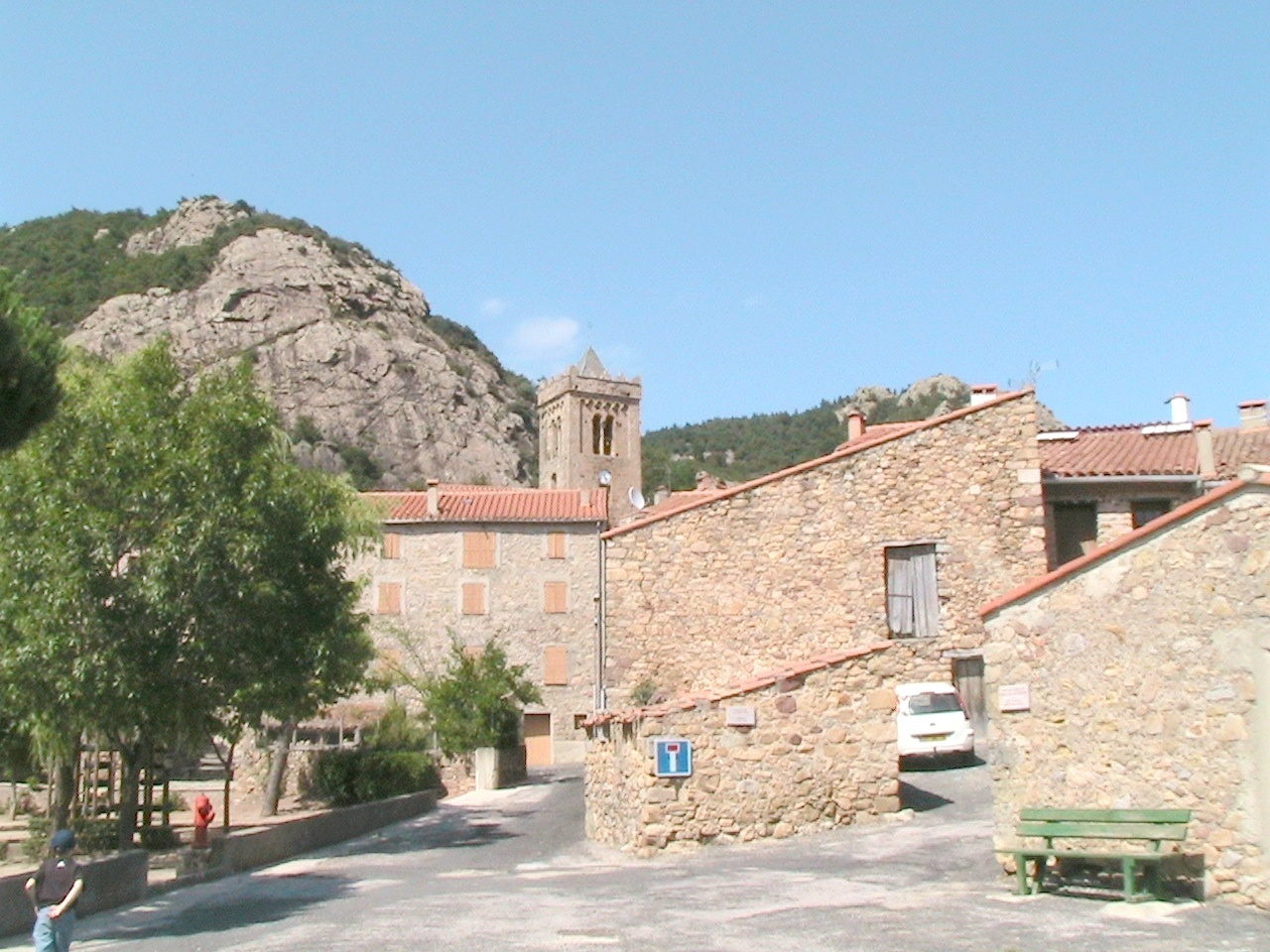
Coustouges

El nombre de Coustoges/Costoja proviene del latín Custodia, ya que por su situación geográfica, en lo alto de un puerto de montaña, era idóneo para vigilar los valles.

## Demografía
| 181 | 207 | 171 | 163 | 119 | 134 |
| Para los censos de 1962 a 1999 la población legal corresponde a la población sin duplicidades (Fuente: INSEE [Consultar]) |     |     |     |     |     |